# Alfa Romeo Giulietta (2010)
Alfa Romeo Giulietta (Typ 940) är en personbil, tillverkad av den italienska biltillverkaren Alfa Romeo sedan 2010.
Bilen introducerades på Internationella bilsalongen i Genève 2010.  Den bygger samma chassi som Fiat Bravo II och Lancia Delta III.
En facelift introduceras i och med 2014 års modell. Tvålitersmotorn med 140 hk har uppgraderats och blivit starkare och snålare. Den har numer 150 hk och en förbrukning i stadskörning på 0,50, landsväg 0,37 och i blandad körning 0,42 l/mil. CO2-utsläppet är 110 g/km. I övrigt innefattar faceliften lägre ljudnivå, bekvämare stolar och en större bildskärm.

## Motor
| Modell              | Årsmodell | Motor               | Cylindervolym | Effekt     | Bränslesystem             |
| ------------------- | --------- | ------------------- | ------------- | ---------- | ------------------------- |
| 1.4 Turbo Benzina   | 2010-     | 4-cyl radmotor DOHC | 1368 cm³      | 120 hk     | Bränsleinsprutning, turbo |
| 1.4 Multi Air Turbo | 2010-     | 4-cyl radmotor DOHC | 1368 cm³      | 170 hk     | Bränsleinsprutning, turbo |
| 1.6 JTD             | 2010-     | 4-cyl radmotor DOHC | 1598 cm³      | 105 hk     | Turbodiesel               |
| 1750 TBi            | 2010-     | 4-cyl radmotor DOHC | 1742 cm³      | 235 hk     | Bränsleinsprutning, turbo |
| 2.0 JTD             | 2010-     | 4-cyl radmotor DOHC | 1956 cm³      | 140-170 hk | Turbodiesel               |
| 2.0 JTDm            | 2014-     | 4-cyl radmotor DOHC | 1956 cm³      | 150-170 hk | Turbodiesel               |